# Соната Ванагайте
Соната Ванагайте (лит. Sonata Vanagaitė; нар. 1 вересня 1994, Литва) — литовська футболістка, нападниця «Жальгіріса» та національної збірної Литви.

## Клубна кар'єра
На початку своєї кар'єри виступала в «Укмерге». Згодом переїхала до Шяуляя і стала гравцем «Гінтри». З вище вказаною командою ставала багаторазовою чемпіонкою Литви (сім років поспіль). У 2017 року переїхала до Вільнюса і представляла команду «Жальгіріс».

## Кар'єра в збірній
У футболці національної збірної Литви дебютувала 3 березня 2011 року в матчі кваліфікації Кубка Європи проти Македонії. У кваліфікації чемпіонату Європи 2013 року відзначилася 16-ма голами.

### Забиті м'ячі
| #  | Дата           | Місце          | Суперник   | Рахунок | Результат | Змагання                  |
| -- | -------------- | -------------- | ---------- | ------- | --------- | ------------------------- |
| 1. | 8 березня 2011 | Струмиця       | Люксембург | 2–0     | 4–1       | кваліфікація кубку Європи |
| 2. | 4 квітня 2013  | Вільнюс        | Грузія     | 1–0     | 3–4       | кваліфікація кубку Європи |
| 3. | 9 квітня 2013  | Вільнюс        | Чорногорія | 1–1     | 1–1       | кваліфікація кубку Європи |
| 4. | 16 квітня 2015 | Вадул-луй-Воде | Люксембург | 1–0     | 2–0       | кваліфікація кубку Європи |

## Досягнення
- Чемпіонат Литви
  -  Чемпіон (7): 2010, 2011, 2012, 2013, 2014, 2015, 2016